# Фернандес Очоа, Франсиско
Франсиско «Пакито» Фернандес Очоа (исп. Francisco "Paquito" Fernández Ochoa, 25 февраля 1950, Мадрид, Испания — 5 ноября 2006, Мадрид, Испания) — испанский горнолыжник, единственный в истории Испании чемпион зимней Олимпиады.

## Карьера
В Кубке мира дебютировал в 1969 году.
В 1972 году на Олимпиаде в Саппоро малоизвестный 21-летний испанский горнолыжник сенсационно победил в слаломе, опередив более чем на секунду знаменитого итальянца Густава Тёни и его двоюродного брата Роланда. После того как 9 февраля Густав Тёни блистательно выиграл гигантский слалом, многие прогнозировали его победу и в слаломе, однако 13 февраля, в последний день горнолыжной программы Олимпиады, испанец перевернул все карты.
Кроме олимпийской победы на счету Фернандеса Очоа бронза чемпионата мира 1974 года в слаломе и одна победа на этапе Кубка мира — 6 марта 1974 года в польском Закопане (единственная в истории победа испанских мужчин на этапах Кубка мира по горнолыжному спорту). В сезоне 1974/75 испанец занял высшее в карьере 9-е место в общем зачёте Кубка мира, а также 7-е место в зачёте слалома.
Пакито участвовал и в следующих двух Олимпиадах — в 1976 и 1980 — но не добился там особого успеха (9-е место в слаломе в 1976 году). Завершил карьеру после Олимпийских игр 1980 года за несколько дней до своего 30-летия.
Фернандес Очоа скончался от рака в возрасте 56 лет в ноябре 2006 года в Мадриде. За несколько дней до смерти в Мадриде был открыт памятник в его честь. Франсиско пристуствовал на церемонии.

## Результаты на крупнейших соревнованиях

### Зимние Олимпийские игры
| Олимпийские игры | Скоростной спуск | Гигантский слалом | Слалом |
| ---------------- | ---------------- | ----------------- | ------ |
| 1968 Гренобль    | 38               | 38                | 23     |
| 1972 Саппоро     | —                | DSQ               | 1      |
| 1976 Инсбрук     | 35               | 24                | 9      |
| 1980 Лейк-Плэсид | 27               | 22                | 22     |

### Призовые места на этапах Кубка мира (4)
| № | Сезон   | Дата        | Этап         | Дисциплина | Место |
| - | ------- | ----------- | ------------ | ---------- | ----- |
| 1 | 1973/74 | 6 мар 1974  | Закопане     | Слалом     | 1     |
| 2 | 1973/74 | 10 мар 1974 | Високе-Татри | Слалом     | 3     |
| 3 | 1974/75 | 19 янв 1975 | Кицбюэль     | Комбинация | 2     |
| 4 | 1974/75 | 1 фев 1975  | Межев        | Комбинация | 2     |

## Интересные факты
- Франсиско 4 раза нёс флаг Испании на церемониях открытия Олимпийских игр: на зимних Играх 1972, 1976 и 1980 годов, а также летних Игр 1972 года
- До 2022 года единственная медаль испанских женщин на зимних Олимпийских играх была на счету младшей сестры Пакито Бланки Фернандес Очоа, которая стала третьей в слаломе на Олимпиаде в Альбервиле в 1992 году. В 2022 году серебро завоевала сноубордистка Керальт Кастельет.
- Немец Йохан Мюлегг на Олимпиаде 2002 года в Солт-Лейк-Сити, выступая под флагом Испании, завоевал 3 золотые медали в лыжных гонках, однако через несколько дней был дисквалифицирован за применение дарбепоэтина. Таким образом Фернандес Очоа остаётся единственным «зимним» олимпийским чемпионом из Испании.
- Кроме Бланки и Франсиско ещё 2 брата и 1 сестра Фернандес Очоа участвовали в соревнованиях по горнолыжному спорту на Олимпийских играх: Долорес (род. 1966, участвовала в Олимпиаде-1984 в Сараево), Хуан Мануэль (род. 1951, участвовал в Олимпиаде-1976 в Инсбруке) и Луис (род. 1965, участвовал в Олимпиадах 1984 и 1988 годов). Особых успехов они не достигли — никто ни разу не сумел попасть даже в число 15 лучших.